# London Film and Comic Con

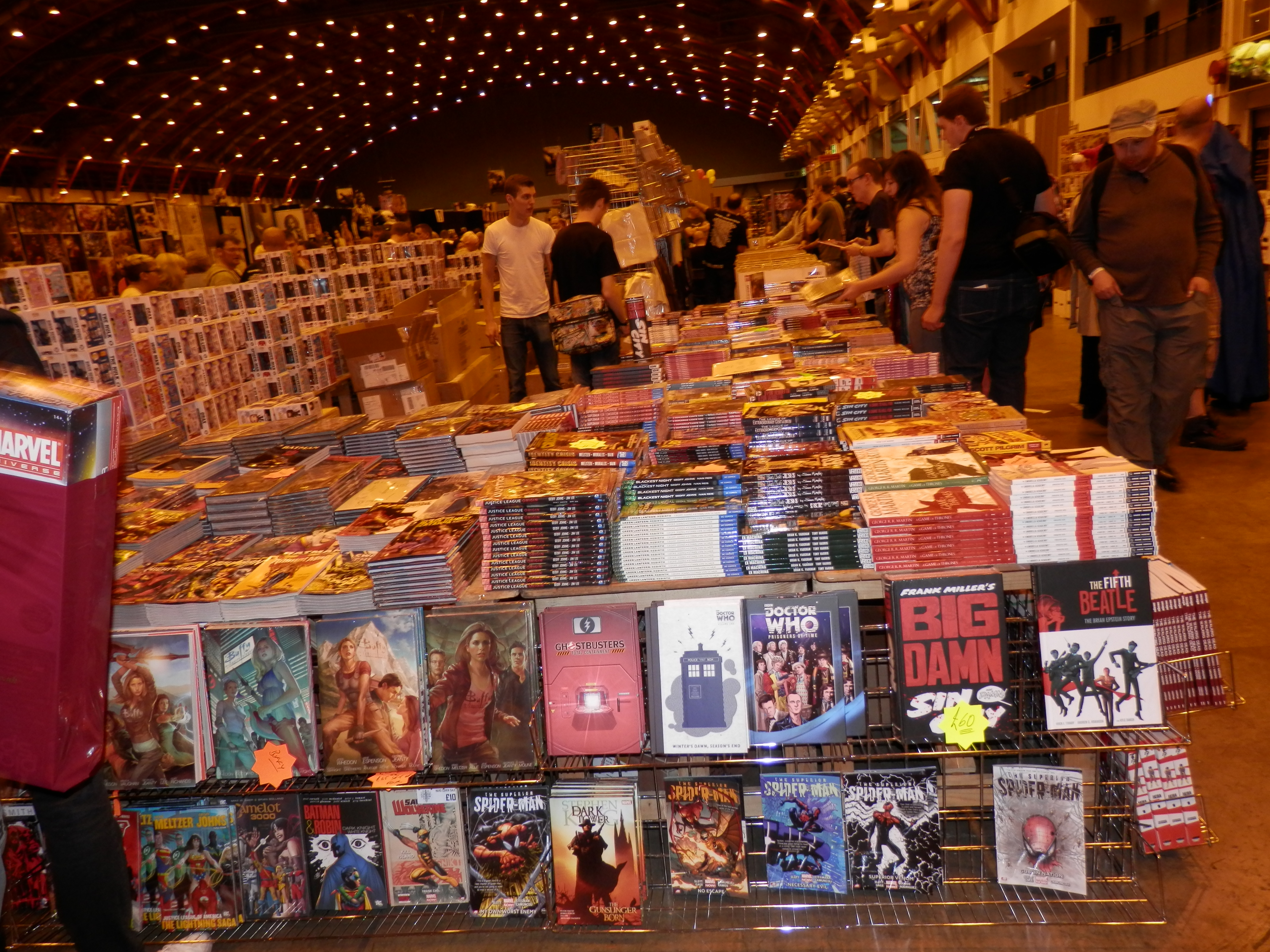
London Film and Comic Con, 2014

Die London Film and Comic Con (LFCC) ist eine seit 2004 jährlich stattfindende Veranstaltung in London rund um die Themen Filme, Fernsehen, Videospiele, Anime und Comics.

## Geschichte
Die London Film and Comic Con begann im Jahr 2004 und wird seitdem von der Eventagentur Showmasters organisiert, der gleichen Firma die in ganz Großbritannien die Veranstaltungen Autographica und Collectormania betreibt. In den vergangenen Jahren hatte die Messe zahlreiche Gäste aus Film und Fernsehserien, so unter anderem die Schauspieler-Besetzung von Doctor Who, Star Trek, Star Wars, Harry Potter und Heroes. Zudem werden ca. 25 Minuten lange Vorträge, professionelle Fotoshootings, Autogrammstunden sowie Waren verschiedener Art angeboten. Dabei gehören die Einzelhandels-Ausstellungen zu den lukrativsten Verdienstmöglichkeiten der Veranstaltung. Laut einer Besucherumfrage geben mehr als ein Drittel der Besucher allein für die Ausstellungen 500 bis 2000 Pfund aus. Für die Ausstellungsfläche wird aktuell eine Angebotsmiete von 150 Pfund pro Quadratmeter verlangt. Im Juli 2015 verzeichnete das Event über 95.000 Besucher. Showmasters kündigte an, die Messe in Zukunft auch in den Städten Newcastle upon Tyne, Cardiff, Sheffield und Bournemouth veranstalten zu wollen, nannte aber kein konkretes Datum.

## Veranstaltungen
| Datum                    | Veranstaltungszentrum     | Gäste |
| ------------------------ | ------------------------- | --- |
| 6. bis 7. März 2004      | Wembley Exhibition Centre | Andy Serkis, Brent Spiner, John Noble, Adam West, Billy Boyd, John Rhys-Davies, Pat Morita, Tony Todd, Danny John-Jules, Chris Barrie, Norman Lovett, Chloë Annett, Tony Amendola, Vanessa Angel |
| 6. bis 7. November 2004  | Wembley Exhibition Centre | Simon Pegg, Burt Reynolds, Jonathan Frakes, Linda Blair, Rob Van Dam, Carl Weathers, Michael Ironside, Ray Park, Michael Biehn, Mark Metcalf, D. B. Woodside, Veronica Cartwright, Chris Judge, Dan Shea, David Hewlett |
| 25. bis 26. Juni 2005    | Earls Court 2             | Ron Perlman, John Barrowman, Lou Ferrigno, Charisma Carpenter, Billy Boyd, Xander Berkeley, Adam Baldwin, Warwick Davis, Sandra Dickinson, David Dixon |
| 1. bis 2. Juli 2006      | Earls Court 2             | Elijah Wood, Nathan Fillion, Alan Tudyk, Carrie Fisher, Jorge Garcia, Maggie Grace, Corey Haim, Peter Mayhew, Kenny Baker, David Prowse, Gates McFadden, John Barrowman, Roger Lloyd-Pack, Richard Briers, Don Warrington |
| 1. bis 2. September 2007 | Earls Court 1             | Patrick Stewart, Jack Coleman, Hayden Panettiere, Dominic Monaghan, Milo Ventimiglia, Adrian Pasdar, Michael Biehn, William Mapother, Mads Mikkelsen, Andy Hallett, Billy West, Phil Daniels, Anita Dobson, Harry Melling, Natalia Tena |
| 19. bis 20. Juli 2008    | Earls Court 2             | Christopher Lloyd, Peter Davison, Patrick Stewart, Karen Allen, Paul Freeman, Wolf Kahler, John Hurt, Margot Kidder, David Warner, Deep Roy, David Anders, Sylvester McCoy, Charlie Weber, Georgia Moffett, Bill Oddie, Jason Mewes, Claudia Black, Kenny Baker, Tom Savini, Tim Brooke-Taylor, Alexander Siddig, Charles Dance, John Landis, Rick Yune, Brad Dourif |
| 18. bis 19. Juli 2009    | Earls Court 2             | Scott Bakula, Tom Baker, Edward Furlong, Peter Facinelli, Keeley Hawes, Jake Lloyd, Michael Ironside, Vic Mignogna, Danny Trejo, Chris Sarandon, Anna Walton, Michael Shanks, Sendhil Ramamurthy, Jewel Staite, Frazer Hines, Danny John-Jules, Jerome Blake, Josh Herdman, Sean Maguire, James Phelps, Oliver Phelps, Bruce Boxleitner, Thomas Sangster, David Prowse, Angelica Mandy, Chloë Annett, Dominic Keating, Nina Young, Jimmy Jean Louis, Alex Meraz, Justin Chon, Mark Ryan, Alexandra Moen, Eve Myles, Hattie Hayridge, Hugh Quarshie, Paul McGann, Nicholas Courtney, Peter Mayhew |
| 17. bis 18. Juli 2010    | Earls Court 2             | Mike Tyson, William Shatner, Sean Young, Kristanna Loken, Katee Sackhoff, Aidan Turner, Colin Teague, Elisabeth Sladen, Edi Gathegi, Tom Noonan, Gary Kurtz, Kenny Baker, Paul Kasey, Julian Glover, Matthew Lewi, Nia Roberts, Andrew Robinson, James Pax, David Nykl, Daniel Logan, Ben Browder, Virginia Hey, William B Davis, Nicholas Courtney, Ian Gelder, Bob Anderson, Terry Ackland-Snow, Matthew Waterhouse, Robert Rankin, Christopher Judge, Tracie Simpson, David Bailie, Gabriela Montaraz, Hannah Steele and Elizabeth Croft, Harry Fielder, Wendee Lee, Tyson Houseman, Tom Morga, Leslie Hoffman |
| 8. bis 10. Juli 2011     | Earls Court 2             | Tom Sizemore, Christopher Lloyd, Corey Feldman, Cary-Hiroyuki Tagawa, Derek Jacobi, Robert Knepper, Karen Gillan, Sylvester McCoy, Mark Sheppard, Shawnee Smith, Clive Barker, Robert Rankin, Lisa Marie, Veronica Cartwright, Lea Thompson, Sophie Aldred, Camille Coduri, Natalia Tena, Georgina Leonidas, Simon Fisher-Becker, Sylvia Anderson, Louise Jameson, Nicholas Vince, Lee Ingleby, Mary Tamm, Jeffrey Weissman, Jess Harnell, Lee Townsend, Liam Shalloo, Michael Bailey Smith, Henry Davies, Jeremy Bulloch, Oliver Smith, Simon Bamford, Mela Lee, Brian Tochi, Richard Franklin, Peter Jurasik, Walter Koenig, Luciana Carro, Joel Gretsch, Sandahl Bergman, Stephen Furst, Ricky Dean Logan, John Chapman, John Simpkin, Holly McGuire, Kyla Cole, Monica Harris, Alex Kingston, Laurence Belcher |
| 6. bis 8. Juli 2012      | Olympia Grand Hall        | Karl Urban, Gillian Anderson, John Simm, Charles Dance, Freema Agyeman, Bernard Cribbins, Alex Winter, Hayden Panettiere, Jeri Ryan, Christopher Judge, Adam Baldwin, Jewel Staite, Arthur Cox, Craig Parker, Gates McFadden, Michael Winslow, Zach Galligan, Anthony Head, Michael Socha, Kate Bracken, Gwendoline Christie, Amrita Acharia, Rose Leslie, Ross Mullan, Eugene Simon, Iain Glen, John Bradley, Nonso Anozie, Ralph Ineson, Mickie James, Virgil, Brutus Magnus, Carole Ann Ford, Mitch Pileggi, Martin Kove, Ben Browder, Thomas Dekker, Holly Marie Combs, Brian Krause, Ben Mansfield, Ciaran McMenamin, Tom Skerritt, Nicolas Lee, Ke Huy Quan, Danielle Harris, Al Leong, Maryam d’Abo, Burt Kwouk, Jane Badler, Elizabeth Dennehy, Serena Delacruz, Robert Maschio, Janet Fielding, Barbara Coles, Tracee Cocco, Kevin Sorbo, Terry Richards, Hallie Todd, William Russell, Dave Prowse, Kenny Baker, Jeremy Bulloch, Seán Schemmel, Kieron Jecchinis, Anthony Smee, William Hoyland, Bai Ling |
| 5. bis 7. Juli 2013      | Earls Court 2             | Peter Dinklage, Danny Glover, Norman Reedus, David Hasselhoff, Clive Russell, Jason Momoa, Michael Shanks, Diamond Dallas Page, The Honky Tonk Man, D’Lo Brown, Colin Baker, Sylvester McCoy, Louise Jameson, Peter Purves, Peter Mayhew, Kenny Baker, Robert Rankin, James Brogden, Richard Dormer, Mark Lewis Jones, William B Davis, Amanda Tapping, Bruce Gray, Avery Brooks, Waris Hussein, Adrienne Barbeau, Angela Bruce, Ling Tai, Barry Jenner, Jennifer Calvert, Nicole Deboer, Hugh Walters, Jan Chappell, David Banks, Max Grodenchik, Jane How, Bobby Holland Hanton, Peter Kent, Caprice Rothe, Matthew De Meritt, Kim Darby, John Franklin, Courtney Gains, Salome Jens, Kristian Nairn |
| 11. bis 13. Juli 2014    | Earls Court 2             | Stan Lee, Carrie Fisher, Ian McDiarmid, John Hurt, Summer Glau, Milo Ventimiglia, Michael Madsen, Jenna Coleman, Jemma Redgrave, Paul McGann, Colin Baker, David Yost, Paul Schrier, Jason Narvy, George A. Romero, Michael Biehn, Dave Prowse, Lena Heady, Anthony Head, Juliet Landau, Terry Farrell, Helen Slater, Billy Dee Williams, Corey Dee Williams, Jamie Bamber, Edward James Olmos, Sibel Kekilli, Ellie Kendrick, Isaac Hempstead Wright, Gethin Anthony, Finn Jones, Jeff East, Stephanie Leonidas, Daniel Portman, Sarah Louise Madison, Kenny Baker, TJ Thyne, Jason Mewes, Jeremy Bulloch, Michael Ensign, Wendy Glenn, Bernard Cribbins, Al Snow, Garrick Hagon, David Wenham, Adam Brown, Tracey Eddon, David Collings, Dominic Keating, Belinda Mayne, Vincent Ward, Dean Mitchell, Femi Taylor, Tim Dry, Jeremy Borash, David Hewlett, Robert Knepper, William Russell, Mickie James, Daniel Kash, Curtis Armstrong, Ken Marshall, John Simpkin, Paul Freeman, Tom Chadbon, Paul Springer, Andy Herd, Jerome Blake, Gary Kurtz, Will Tudor, Peter Miles, Andrew Cartmel, Guy Siner, Kate Dickie, Jon Davey, Anneke Wills, Sarah Parish, Tyler Mane, Phil Herbert, Jose Pablo Cantillo, Sean Crawford, Robert Emms, Adjoa Andoh, Cowboy James Storm, Stephen J. Forrest-Smith, Robert Hays, Bambos Georgiou, Jane McNeill, Ian Beattie, Aiden Cook, Cerina Vincent, Kristian Nairn, Slavitza Jovan, Glenn Morshower, Rupert Vansittart, Dicken Ashworth, Trevor Martin, Philip Grieve, Casper Van Dien, Dina Meyer |
| 17. bis 19. Juli 2015    | Olympia                   | Sigourney Weaver, Michael J. Fox, Richard Dean Anderson, Alan Flyng, Alan Harris, Alan Swaden, Alexander Siddig, Alice Krige, Arti Shah, Amazon Eve, Ben Champniss, Bill Hargreaves, Bill Paxton, Brad Greenquist, Carice Van Houten, Carrie Henn, Cameron Jebo, Catherine Tate, Christopher Benjamin, Christopher Lloyd, Claudia Wells, Clifton Collins Jr, Colette Hiller, Colin Baker, Daniel Portman, Darren Lynn Bousman, Dave Prowse, David Barclay, Derek Chafer, Derrick Sherwin, Donald Fullilove, Doug Robinson, Eileen Roberts, Elsa Gwilliam, Erik Bauersfeld, Erin Cahill, Finn Jones, Gareth David-Lloyd, Garrett Wang, Gemma Whelan, Gregg Henry, Harry Treadaway, Harry Waters Jr, Hayley Atwell, Iain Glen, Ian Liston, J. LaRose, Jack McKenzie, James Remar, Jamie Hill, James Tolkan, Jason David Frank, Jason Faunt, Jacqueline Kim, Jeffrey Weissman, Jessica Henwick, Jennifer Rubin, Jeremy Bulloch, Jim Dowdall, Joe „Animal“ Laurinaitis, Jodi Lyn O’Keefe, John Bell, John Gomez, John Ratzenberger, John Morton, Julian Glover, Jonathan Pryce, Kenny Baker, Kelly Jo Minter, Kelly Hu, Keisha Castle-Hughes, Ken Colley, Ken Kirzinger, Kevin Eastman, Kit Hillier, Kristian Nairn, Lasse Wirdestedt, Lea Thompson, Leif Tilden, Len Bond, Luke Pasqualino, Marc McClure, Mark Capri, Marolyn Turk, Maimie McCoy, Marnix Van Den Broeke, Michael Gambon, Michelan Sisti, Michael Traynor, Naomi Grossman, Neve Campbell, Nick Palma, Nicole de Boer, Paul Jerricho, Peta-Maree Rixon, Peter Shinkoda, Reeve Carney, Ray Hassett, Ray Park, Rey Mysterio, Ricky Dean Logan, Robert Englund, Robert Kurtzman, Robert Rusler, Rocky Johnson, Rose Leslie, Roy Scammell, Sean Gunn, Sherilyn Fenn, Simon Russell Beale, Steve Cardenas, Stephen Fitzalan, Stephen Calcutt, Steve Coulter, Tara Ward, Terry Sach, Terrence Mustoo, Tina Simmons, Tim Russ, Tim McInnerny, Trevor Butterfield, Trevor Steedman, Tom Burke, Tom Savini, Tom Walker, Tommy Weldin, William Forsythe, Dan Slott |
| 29. bis 31. Juli 2016    | Olympia                   | Carl Weathers, Dolph Lundgren, Elden Henson, Famke Janssen, Ian McDiarmid, Jack Gleeson, Jeremy Renner, Mads Mikkelsen, Michael Emerson, Aaron Stanford, Adam Copeland, Alan Austen, Alan Tompkins, Amir Arison, Anton Lesser, Blake Foster, Bonnie Langford, Catherine Sutherland, Caroline Blakiston, Colin Baker, Colt Cabana, Daniel Portman, Dave Prowse, David Field, Dixie Arnold, Dominic Monaghan, Donald Sumpter, Ellie Kendrick, Faye Marsay, Frazer Diamond, Frazer Hines, Gail Kim, Gary Kurtz, Gemma Whelan, Jim Duggan, Harold Perrineau, Hattie Hayridge, Hardcore Holly, Jamie Harris, Jamie Kennedy, Jason David Frank, Jasper Jacob, Jeremy Bulloch, Joe Naufahu, John Galvin, Johnny Yong Bosch, Jon Heder, Judge Reinhold, Julian Sands, Kae Alexander, Keith David, Kenny Baker, Kim Coates, Kjell Nilsson, Kristian Nairn, Laurie Holden, Michelle Gomez, Mike Havord, Mike Stevens, Millie Bobbie Brown, Nakia Burrise, Natalia Tena, Neil Kaplan, Paul McGann, Peter Mayhew, Pip Torrens, Quentin Pierre, Rex Smith, Richard Brake, Roberta Tovey, Rob Van Dam, Rutger Hauer, Sam Coleman, Sean Maher, Stephen Bayley, Steven Berkoff, Sylvester McCoy, Ted DiBiase, Tobin Bell, Vic Armstrong, Warwick Diamond, Wendy Leech |